# Преобразование Фолди — Ваутхайзена
Преобразование Фолди — Ваутхайзена (представление Фолди — Ваутхайзена, преобразование ФВ, преобразование FW) — унитарное преобразование, которое позволяет представить уравнение Дирака (для биспиноров) в виде пары двухкомпонентных уравнений (спиноров), которые в нерелятивистском пределе переходят в уравнение Паули и уравнение для отрицательных энергий. В представлении ФВ соотношения между операторами динамических величин аналогичны соотношениям для классических величин (координаты, испульсы, скорости). Имело историческое значение, применялось для решения парадоксов, возникающих в теории Дирака, и интерпретации операторов координаты, скорости, спина, момента импульса.
Было сформулировано Лесли Лоуренсом Фолди и Зигфридом Адольфом Ваутхайзеном в 1949 году для понимания нерелятивистского предела уравнения Дирака, уравнения для частиц со спином 1/2. Подробное общее обсуждение преобразований типа Фолди — Ваутхайзена при интерпретации частиц, описываемых релятивистскими волновыми уравнениями, содержится в статье Р. Ачарье и Дж. Сударшана (1960). Его полезность в физике высоких энергий в настоящее время ограничена из-за того, что основные приложения находятся в ультрарелятивистской области, где поле Дирака рассматривается как квантованное поле.

## Уравнение Дирака
Уравнение Дирака для свободной частицы со спином 1/2 записывают в виде (здесь и далее скорость света приравнена к 1)
{\displaystyle ({\boldsymbol {\alpha }}\cdot \mathbf {p} +\beta m)\psi =i\hbar {\frac {\partial \psi }{\partial t}}\,}
где {\displaystyle \alpha \,,\beta } — эрмитовы матрицы Дирака размера 4 × 4, которые должны антикоммуритовать {αi,αj} = 2δij, {αi,βj} = 0, а квадрат каждой из матриц должен быть равен 1. В теории Дирака операторы трёх компонент оператора импульса {\displaystyle {\textbf {p}}}, гамильтониана {\displaystyle H}, оператора спина {\displaystyle {\textbf {S}}}, полного углового момента {\displaystyle {\textbf {J}}}, чётности {\displaystyle P} имеют хорошую физическую интерпретацию, однако операторы орбитального момента и компоненты оператора спина не являются интегралами движения. Последние сохраняются по отдельности только в нерелятивистском пределе. Причина такого поведения относится к интерференции состояний с положительной и отрицательной энергиями. Другими величинами, которые имеют сложности интерпретации в одночастичном картине являются, координата, скорость. Для уравнения Дирака скорость частицы описывается операторами αi и может принимать только два значения ±c. То есть отсутствует аналогия между операторами скорости и импульса, которые должны наблюдаться в нерелятивистском пределе согласно принципу соответствия. Фолди и Ваутхайзен предложили решение этого несоответствия путём выбора нового представления уравнения Дирака, в котором уравнение представляет собой две системы уравнений с положительной и отрицательной энергиями, и которые дают уравнение Паули в нерелятистском пределе и частицу с отрицательной энергией.
ля покоящейся частицы p = 0, поэтому оператор β определяет знак энергии и гамильтониан диагонален по спинорам. Для того чтобы оператор β отвечал за знак энергии для свободной движущейся частицы нужно использовать другое представление, которое исключало бы нечётные операторы, которые смешивают спиноры, α из гамильтониана. Такое представление было найдено Морисом Прайсом, С. Тани (англ. Smio Tani), Фолди и Ваутхайзеном, которые использовали каноническое преобразование для частицы со спином 1/2. Теперь оно известно как преобразование Фолди — Ваутхайзена. Краткий отчёт об истории представления можно найти в некрологах Фолди и Ваутхайзена и биографических мемуарах Фолди. До их работы существовала некоторая трудность в понимании и выборе всех членов, отвечающих за взаимодействия заданного порядка малости, например, для частицы Дирака во внешнем поле. Благодаря их методу физическая интерпретация операторов в гамильтониане стала ясной, и появилась возможность систематически применять их метод к ранее не поддающихся решению задач. Преобразование Фолди — Ваутхайзена было распространено на физически важные случаи частиц со спином 0 и спином 1, и обобщено на случай частиц с произвольным спином.

## Описание
Преобразование Фолди — Ваутхайзена (ФВ) представляет собой унитарное преобразование фермионной волновой функции вида
 
| {\displaystyle \psi \to \psi '=U_{FW}\psi \,,} | \| \| \| \| \| \| \| \| | (1) |
|                                                |                         |     |
|                                                |                         |     |
где унитарный оператор — это 4 × 4 матрица

| {\displaystyle U_{FW}=e^{\beta {\boldsymbol {\alpha }}\cdot {\hat {\mathbf {p} }}\theta }=\mathbb {I} _{4}\cos \theta +\beta {\boldsymbol {\alpha }}\cdot {\hat {\mathbf {p} }}\sin \theta =e^{{\boldsymbol {\gamma }}\cdot {\hat {\mathbf {p} }}\theta }=\mathbb {I} _{4}\cos \theta +{\boldsymbol {\gamma }}\cdot {\hat {\mathbf {p} }}\sin \theta \,,} | \| \| \| \| \| \| \| \| | (2) |
| |                         |     |
| |                         |     |
где {\displaystyle \mathbb {I} _{4}} — единичная матрица, {\displaystyle {\hat {p}}^{i}\equiv p^{i}/|\mathbf {p} |} — единичный вектор, ориентированный в направлении импульса фермиона. Вышеупомянутое связано с матрицами Дирака соотношениями β = γ0 и αi = γ0γi, где i = 1, 2, 3. Простое разложение в ряд с применением свойств коммутативности матриц Дирака показывает, что верно утверждение (2) выше. Обратное преобразование равно
{\displaystyle U_{FW}^{-1}=e^{-\beta {\boldsymbol {\alpha }}\cdot {\hat {\mathbf {p} }}\theta }=\mathbb {I} _{4}\cos \theta -\beta {\boldsymbol {\alpha }}\cdot {\hat {\mathbf {p} }}\sin \theta \,,}
поэтому UFW−1UFW = I, где I — 4 × 4 единичная матрица.

## Преобразование гамильтониана Дирака для свободного фермиона
Это преобразование представляет особый интерес применительно к гамильтониану Дирака со свободными частицами
{\displaystyle {\hat {H}}_{0}\equiv {\boldsymbol {\alpha }}\cdot \mathbf {p} +\beta m}
— биунитарно, в виде
 
| {\displaystyle {\begin{aligned}{\hat {H}}_{0}\to {\hat {H}}'_{0}&\equiv U_{FW}{\hat {H}}_{0}U_{FW}^{-1}\\&=U_{FW}({\boldsymbol {\alpha }}\cdot \mathbf {p} +\beta m)U_{FW}^{-1}\\&=(\cos \theta +\beta {\boldsymbol {\alpha }}\cdot {\hat {\mathbf {p} }}\sin \theta )({\boldsymbol {\alpha }}\cdot \mathbf {p} +\beta m)(\cos \theta -\beta {\boldsymbol {\alpha }}\cdot {\hat {\mathbf {p} }}\sin \theta )\,.\end{aligned}}} | \| \| \| \| \| \| \| \| | (3) |
| |                         |     |
| |                         |     |
Используя свойства коммутативности матриц Дирака, это можно преобразовать в выражение удвоенного угла
 
| {\displaystyle {\begin{aligned}{\hat {H}}'_{0}&=({\boldsymbol {\alpha }}\cdot \mathbf {p} +\beta m)(\cos \theta -\beta {\boldsymbol {\alpha }}\cdot {\hat {\mathbf {p} }}\sin \theta )^{2}\\&=({\boldsymbol {\alpha }}\cdot \mathbf {p} +\beta m)e^{-2\beta {\boldsymbol {\alpha }}\cdot {\hat {\mathbf {p} }}\theta }\\&=({\boldsymbol {\alpha }}\cdot \mathbf {p} +\beta m)(\cos 2\theta -\beta {\boldsymbol {\alpha }}\cdot {\hat {\mathbf {p} }}\sin 2\theta )\,,\end{aligned}}} | \| \| \| \| \| \| \| \| | (4) |
| |                         |     |
| |                         |     |
которое после сокращений приводится к виду

| {\displaystyle {\hat {H}}'_{0}={\boldsymbol {\alpha }}\cdot \mathbf {p} \left(\cos 2\theta -{\frac {m}{\|\mathbf {p} \|}}\sin 2\theta \right)+\beta (m\cos 2\theta +\|\mathbf {p} \|\sin 2\theta )\,.} | \| \| \| \| \| \| \| \| | (5) |
| |                         |     |
| |                         |     |

### Выбор конкретного представления: Ньютон — Вигнер
Преобразование ФВ является непрерывным, то есть можно использовать любое значение θ по своему выбору. Теперь возникает отдельный вопрос о выборе конкретного значения для θ, что равносильно выбору конкретного вида представления. Если выбрать

| {\displaystyle \tan 2\theta \equiv {\frac {\|\mathbf {p} \|}{m}}\,,} | \| \| \| \| \| \| \| \| | (6) |
|                                                                      |                         |     |
|                                                                      |                         |     |
так что (5) сводится к диагонализованному (это предполагает, что β берётся в представлении Дирака — Паули (Поля Дирака, Вольфганга Паули), в котором это матрица диагональна)

| {\displaystyle {\hat {H}}'_{0}=\beta (m\cos 2\theta +\|\mathbf {p} \|\sin 2\theta )\,.} | \| \| \| \| \| \| \| \| | (7) |
|                                                                                         |                         |     |
|                                                                                         |                         |     |
После тригонометрических преобразований, (6) также подразумевает, что
 
| {\displaystyle \sin 2\theta ={\frac {\|\mathbf {p} \|}{\sqrt {m^{2}+\|\mathbf {p} \|^{2}}}}\quad {\text{и}}\quad \cos 2\theta ={\frac {m}{\sqrt {m^{2}+\|\mathbf {p} \|^{2}}}}\,,} | \| \| \| \| \| \| \| \| | (8) |
| |                         |     |
| |                         |     |
так что использование (8) в (7) теперь приводит к следующему сокращению
 
| {\displaystyle {\hat {H}}'_{0}=\beta {\sqrt {m^{2}+\|\mathbf {p} \|^{2}}}\,.} | \| \| \| \| \| \| \| \| | (9) |
|                                                                               |                         |     |
|                                                                               |                         |     |
До того, как Фолди и Ваутхайзен опубликовали своё преобразование, уже было известно, что (9) является гамильтонианом в представлении Ньютона — Вигнера (НВ) (названном в честь Теодора Дадделла Ньютона и Юджина Вигнера) уравнения Дирака. Таким образом, (9) говорит о том, что, применяя преобразование ФВ к представлению Дирака — Паули уравнения Дирака, а затем выбирая параметр непрерывного преобразования θ так, чтобы диагонализировать гамильтониан, то можно прийти к НВ-представлению уравнения Дирака, потому что НВ само уже содержит гамильтониан, указанный в (9).
Если рассматривать массу на оболочке — фермионную или иную — заданную выражением m2 = pσpσ и использовать метрический тензор Минковского, для которого diag(η) = (+1, −1, −1, −1), то выражение
{\displaystyle p^{0}={\sqrt {m^{2}+|\mathbf {p} |^{2}}}}
эквивалентно компоненте E ≡ p0 4-импульса pμ, так что (9) альтернативно определяется как {\displaystyle {\hat {H}}_{0}^{'}=\beta E}.

### Соответствие между представлениями Дирака — Паули и Ньютона — Вигнера для покоящегося фермиона
Пусть фермион покоится, что означает фермион, для которого {\displaystyle |{\textbf {p}}|=0}. Для (6) или (8) это означает, что cos 2θ = 1, так что θ = 0, ±π, ±2π, а для (2) — что унитарный оператор U = ±I. Следовательно, любой оператор O в представлении Дирака — Паули, над которым выполняется биунитарное преобразование, для покоящегося фермиона будет иметь вид
 
| {\displaystyle O\to O'\equiv UOU^{-1}=(\pm I)(O)(\pm I)=O\,.} | \| \| \| \| \| \| \| \| | (10) |
|                                                               |                         |      |
|                                                               |                         |      |
В отличие от исходного гамильтониана Дирака — Паули
{\displaystyle {\hat {H}}_{0}\equiv {\boldsymbol {\alpha }}\cdot \mathbf {p} +\beta m}
с гамильтонианом НВ (9) находится {\displaystyle |{\textbf {p}}|=0} «в покое» соответствует
 
| {\displaystyle {\hat {H}}_{0}={\hat {H}}'_{0}=\beta m\,.} | \| \| \| \| \| \| \| \| | (11) |
|                                                           |                         |      |
|                                                           |                         |      |

## Преобразование оператора скорости

### В представлении Дирака — Паули
Для получения оператора скорости в представлении Дирака — Паули необходимо вычислить коммутатор канонических операторов координат {\displaystyle {\hat {x}}_{i}} с гамильтонианом {\displaystyle {\hat {H}}_{0}}
{\displaystyle {\hat {v_{i}}}\equiv {\frac {d{\hat {x}}_{i}}{dt}}=i\left[{\hat {H}}_{0},{\hat {x}}_{i}\right]\,.}
Подставляя гамильтониан в явном виде и используя канонические коммутационные соотношения получается
 
| {\displaystyle {\hat {v_{i}}}={\hat {\alpha }}_{i}\,.} | \| \| \| \| \| \| \| \| | (12) |
|                                                        |                         |      |
|                                                        |                         |      |
Собственные значения оператора {\displaystyle {\hat {\alpha }}_{i}} равны ±1, что соответствует собственным значениям операторов компонент скорости света ±c, хотя в действительности скорость может принимать любые значения в промежутке от −c до +c. Операторы {\displaystyle {\hat {\alpha }}_{i}} также не коммутируют между собой, что означет принципиальную невозможность одновременно измерить две любые компоненты скорости. Кроме того, в представлении Дирака — Паули, для понятий скорости и импульса отсутствуют обычные, аналогичные
существующим в релятивистской классической механике связи между операторами скорости и импульса. А именно, вышеприведённое соотношение не принимает нерелятивистский аналог выражения для скорости {\displaystyle {\hat {v_{i}}}={\hat {p}}_{i}/m_{i}\,.} Отличие понятий скорости и импульса в теории Дирака непосредственно связаны с интерференцией состояний с различными знаками энергии.
Полное решение уравнения Дирака для свободной частицы представляет собой линейную суперпозипию состояний с разными знаками энергии {\displaystyle \xi =\pm 1}. Для состояния в виде суперпозиции двух стационарных состояний с одинаковыми квантовыми числами, но с разными знаками энергии {\displaystyle \xi =\pm 1}
{\displaystyle \Psi ({\textbf {r}},t)=A_{1}e^{-iEt}\psi (+)+A_{2}e^{iEt}\psi (-)\,,}
где A1 и A2 — амплитуды, а решения ψ(+) и ψ(−) — ортогональны. Ток вероятности зависит от времени
{\displaystyle \langle {\textbf {j}}\rangle =\int \Psi ^{+}({\textbf {r}},t){\hat {\alpha }}\Psi ({\textbf {r}},t)=\int d^{3}x\left[|A_{1}|^{2}\psi ^{+}(+){\hat {\alpha }}\psi (+)+|A_{2}|^{2}\psi ^{+}(-){\hat {\alpha }}\psi (-)\right]+{\textbf {j}}_{zb}(t)\,,}
где
 
| {\displaystyle {\textbf {j}}_{zb}(t)=\int d^{3}x\left[A_{1}^{*}A_{2}\psi ^{+}(+){\hat {\alpha }}\psi (-)e^{2iEt}+A_{2}^{*}A_{1}\psi ^{+}(-){\hat {\alpha }}\psi (+)e^{-2iEt}\right]} | \| \| \| \| \| \| \| \| | (13) |
| |                         |      |
| |                         |      |
определяет колебательное движение, известное как «дрожащее движение». Это слагаемое осложняет одночастичную интепретацию полученного результата, что физиченски означает влияние эффектов рождения виртуальных (и реальных) электронно-дырочных пар при приближении к электрону на расстояние меньше чем комптоновский радиус.

### В представлении Ньютона — Вигнера
Теперь в представлении Ньютона — Вигнера можно вычислить оператор координаты {\displaystyle {\hat {x}}_{FW}}. Для выбранного оператора преобразования Фолди — Ваутхайзена в виде
 
| {\displaystyle e^{\pm iS}={\frac {E_{p}+m\pm {\hat {\beta }}({\hat {\alpha }}{\hat {\textbf {p}}})}{\sqrt {2E_{p}(E_{p}+m)}}}\,.} | \| \| \| \| \| \| \| \| | (14) |
| |                         |      |
| |                         |      |
оператор коорднинаты представляется в виде
{\displaystyle {\hat {\textbf {x}}}_{FW}={\hat {U}}_{FW}{\hat {\textbf {x}}}{\hat {U}}_{FW}^{-1}={\hat {\textbf {x}}}+{\hat {U}}_{FW}\left[{\hat {\textbf {x}}},{\hat {U}}_{FW}^{-1}\right]\,,}
где используется определение коммутатора
{\displaystyle \left[{\hat {x}}_{k},{\hat {U}}_{FW}^{-1}\right]=i{\frac {\partial }{\partial {\hat {p}}_{k}}}\left({\hat {U}}_{FW}^{-1}\right)\,.}
Вычисления дают следующее выражение
 
| {\displaystyle {\hat {\textbf {x}}}_{FW}={\hat {\textbf {x}}}-{\frac {\left[{\hat {\Sigma }}{\hat {\textbf {p}}}\right]}{2E_{p}(E_{p}+m)}}-{\frac {i{\hat {\beta }}{\hat {\alpha }}}{2E_{p}}}+{\frac {i{\hat {\beta }}\left({\hat {\alpha }}{\hat {\textbf {p}}}\right)}{2E_{p}(E_{p}+m)}}\cdot {\frac {\hat {\textbf {p}}}{E_{p}}}\,,} | \| \| \| \| \| \| \| \| | (15) |
| |                         |      |
| |                         |      |
которое можно разбить на два оператора. Первые два слагаемые в (15) отвечают за чётную часть оператора и соответствует оператору «среднего положения». Последние слагаемые отвечают за дрожащее движение и нечётную часть оператора. В нерелятивистском пределеле оператор среднего положения соответствует обычной координате. Возможно выбрать координату в представлении Паули — Дирака таким образом, чтобы он принял вид {\displaystyle {\hat {\textbf {x}}}}
 
| {\displaystyle {\hat {\textbf {X}}}=e^{-i{\hat {S}}}{\hat {\textbf {x}}}e^{i{\hat {S}}}={\hat {\textbf {x}}}-{\frac {\left[{\hat {\Sigma }}{\hat {\textbf {p}}}\right]}{2E_{p}(E_{p}+m)}}+{\frac {i{\hat {\beta }}{\hat {\alpha }}}{2E_{p}}}-{\frac {i{\hat {\beta }}\left({\hat {\alpha }}{\hat {\textbf {p}}}\right)}{2E_{p}(E_{p}+m)}}\cdot {\frac {\hat {\textbf {p}}}{E_{p}}}\,,} | \| \| \| \| \| \| \| \| | (16) |
| |                         |      |
| |                         |      |
который обладает следующими свойствами:
{\displaystyle \left[{\hat {X}}_{j},{\hat {X}}_{k}\right]=0\,;\quad \left[{\hat {X}}_{j},{\hat {p}}_{k}\right]=i\delta _{jk}\,.}
Скорость или производная этого оператора по времени определяется соглавно
{\displaystyle {\frac {d}{dt}}{\hat {\textbf {X}}}=i\left[{\hat {H}},{\hat {\textbf {X}}}\right]={\frac {\hat {\textbf {p}}}{E_{p}}}{\hat {\Lambda }}\,.}
| Динамическая переменная            | Операторы в старом представлении | Операторы в новом представлении |
| ---------------------------------- | --- | --- |
| Положение                          | {\displaystyle \mathbf {x} } | {\displaystyle \mathbf {x} '=\mathbf {x} -{\frac {i\beta {\boldsymbol {\alpha }}}{2E_{p}}}+{\frac {i\beta ({\boldsymbol {\alpha }}\cdot \mathbf {p} )\mathbf {p} -[{\boldsymbol {\sigma }}\times \mathbf {p} ]p}{2E_{p}(E_{p}+m)p}}} |
| Импульс                            | {\displaystyle \mathbf {p} \equiv (\hbar /i)\nabla } | {\displaystyle \mathbf {p} '=\mathbf {p} } |
| Гамильтониан                       | {\displaystyle H=\beta m+{\boldsymbol {\alpha }}\cdot \mathbf {p} } | {\displaystyle H'=\beta (m^{2}+p^{2})^{1/2}\equiv \beta E_{p}} |
| Скорость                           | {\displaystyle {\boldsymbol {\alpha }}={\dot {\mathbf {x} }}} | {\displaystyle {\boldsymbol {\alpha }}'={\boldsymbol {\alpha }}+{\frac {\beta \mathbf {p} }{E_{p}}}-{\frac {({\boldsymbol {\alpha }}\cdot \mathbf {p} )\mathbf {p} }{E_{p}(E_{p}+m)}}}                                               |
|                                    | {\displaystyle \beta } | {\displaystyle \beta '={\frac {m\beta -{\boldsymbol {\alpha }}\cdot \mathbf {p} }{E_{p}}}} |
| Орбитальный угловой момент         | {\displaystyle [\mathbf {x} \times \mathbf {p} ]} | {\displaystyle [\mathbf {x} '\times \mathbf {p} ]} |
| Спиновый угловой момент            | {\displaystyle {\boldsymbol {\sigma }}\equiv {\frac {1}{2i}}[{\boldsymbol {\alpha }}\times {\boldsymbol {\alpha }}]} | {\displaystyle {\boldsymbol {\sigma }}'={\boldsymbol {\sigma }}+{\frac {i\beta [{\boldsymbol {\alpha }}\times \mathbf {p} ]}{E_{p}}}-{\frac {\mathbf {p} \times [{\boldsymbol {\sigma }}\times \mathbf {p} ]}{E_{p}(E_{p}+m)}}}      |
| Среднее положение                  | {\displaystyle \mathbf {X} =\mathbf {x} +{\frac {i\beta {\boldsymbol {\alpha }}}{2E_{p}}}-{\frac {i\beta ({\boldsymbol {\alpha }}\cdot \mathbf {p} )\mathbf {p} +[{\boldsymbol {\sigma }}\times \mathbf {p} ]p}{2E_{p}(E_{p}+m)p}}} | {\displaystyle \mathbf {X} '=\mathbf {x} } |
| Средняя скорость                   | {\displaystyle {\dot {\mathbf {X} }}={\frac {\mathbf {p} }{E_{p}}}\cdot \left\{{\frac {\beta m+{\boldsymbol {\alpha }}\cdot \mathbf {p} }{E_{p}}}\right\}}                                                                          | {\displaystyle {\dot {\mathbf {X} }}'={\frac {\beta \mathbf {p} }{E_{p}}}} |
| Средний орбитальный угловой момент | {\displaystyle [\mathbf {X} \times \mathbf {p} ]} | {\displaystyle [\mathbf {X} '\times \mathbf {p} ]=[\mathbf {x} \times \mathbf {p} ]} |
| Средний спиновый угловой момент    | {\displaystyle {\boldsymbol {\Sigma }}={\boldsymbol {\sigma }}-{\frac {i\beta [{\boldsymbol {\alpha }}\times \mathbf {p} ]}{E_{p}}}-{\frac {[\mathbf {p} \times [{\boldsymbol {\sigma }}\times \mathbf {p} ]]}{E_{p}(E_{p}+m)}}}    | {\displaystyle {\boldsymbol {\Sigma }}'={\boldsymbol {\sigma }}} |
| Знаковый оператор                  | {\displaystyle \Lambda _{p}\equiv {\frac {\beta m+{\boldsymbol {\alpha }}\cdot \mathbf {p} }{E_{p}}}} | {\displaystyle \Lambda _{p}'=\beta } |

## Другие приложения
Преобразование Фолди — Ваутхайзена, первоначально разработанное для уравнения Дирака, нашло применение во многих ситуациях, таких как акустика и оптика. Оно нашло применение в самых разных областях, таких как атомные системы синхротронное излучение и вывод уравнения Блоха для поляризованных пучков. Применение преобразования Фолди — Ваутхайзена в акустике весьма естественно; учитывает полноту и математическую строгость.
В традиционной схеме цель разложения оптического гамильтониана
{\displaystyle {\hat {H}}=-\left(n^{2}(r)-{\hat {p}}_{\perp }^{2}\right)^{\frac {1}{2}}}
в ряд с использованием {\displaystyle {\hat {p}}_{\perp }^{2}/n_{0}^{2}} в качестве параметра разложения следует понимать распространение квазипараксиального луча с точки зрения ряда приближений (параксиальных и непараксиальных). Аналогично обстоит дело и в оптике заряженных частиц. В релятивистской квантовой механике возникает аналогичная проблема понимания релятивистских волновых уравнений как нерелятивистского приближения плюс релятивистские поправочные члены в квазирелятивистском режиме. Для уравнения Дирака (первого порядка по времени) это удобнее всего делать с помощью преобразования Фолди — Ваутхайзена, приводящего к итерационному методу диагонализации. Основной метод недавно разработанных формализмов оптики (как световой оптики, так и оптики заряженных частиц) основан на методе преобразования теории Фолди — Ваутхайзена, который приводит уравнение Дирака к форме, отображающей различные члены взаимодействия между частицей Дирака и частицей Дирака. прикладное электромагнитное поле в нерелятивистской и легко интерпретируемой форме.
В теории Фолди — Ваутхайзена уравнение Дирака посредством канонического преобразования разделяется на два двухкомпонентных уравнения: одно сводится к уравнению Паули в нерелятивистском пределе, а другое описывает состояния с отрицательной энергией. Можно написать матричное представление уравнений Максвелла в стиле Дирака. В такой матричной форме можно применить метод Фолди — Ваутхайзена.
Существует тесная алгебраическая аналогия между уравнением Гельмгольца (определяющим скалярную оптику) и уравнением Клейна — Гордона; и между матричной формой уравнений Максвелла (определяющих векторную оптику) и уравнением Дирака. Поэтому вполне естественно использовать мощный аппарат стандартной квантовой механики (в частности, преобразование Фолди — Ваутхайзена) при анализе этих систем.
Эта идея была использована для анализа квазипараксиальных приближений для конкретной лучевой оптической системы. Метод Фолди — Ваутхайзена идеально подходит для алгебраического подхода Ли в оптике. Несмотря на все эти плюсы, а также мощное и недвусмысленное расширение, преобразование Фолди — Ваутхайзена до сих пор мало используется в оптике. Метод преобразования Фолди — Ваутхайзена приводит к так называемым нетрадиционным методам в оптике Гельмгольца и оптики Максвелла. Нетрадиционные подходы приводят к очень интересным зависящим от длины волны модификациям параксиального и аберрационного поведения. Нетрадиционный формализм оптики Максвелла обеспечивает единую основу оптики светового пучка и поляризации. Нетрадиционные методы геометрической оптики во многом аналогичны квантовой теории оптики пучков заряженных частиц. В оптике это позволило увидеть более глубокие связи в зависимости от длины волны между оптикой света и оптикой заряженных частиц.